# Tugtupita
La tugtupita es un mineral de la clase de los tectosilicatos, y dentro de esta pertenece al llamado “grupo de la sodalita”. Fue descubierta en 1962 en Tugtup Agtakorfia en Groenlandia (Dinamarca), siendo nombrada así por esta localidad.

## Características químicas
Es un aluminosilicato anhidro de sodio y berilio con aniones adicionales cloruro, con estructura molecular de tectosilicato sin ceolitas.
Además de los elementos de su fórmula, suele llevar como impurezas: hierro, galio, magnesio, calcio, potasio, agua y azufre.

## Formación y yacimientos
Aparece reemplazando a la chkalovita en vetas hidrotermales cortando a roca sienita con sodalita. También como producto de la alteración en rocas ígneas intrusivas pegmatitas ricas en álcalis y pobres en sílice.
Suele encontrarse asociado a otros minerales como: albita, analcima, egirina, natrolita, chkalovita, mica litiosa, epistolita, niobofilita, monacita, rabdofana, gerasimovskita, nenadkevichita o berilita.